# اجان‌هونمه
اجان‌هونمه (به لاتین: Adjanhonmè) یک منطقهٔ مسکونی در بنین است که در استان کوفو واقع شده‌است.

## خصوصیات
اجان‌هونمه ۱۶٬۴۲۱ نفر جمعیت دارد.